# 葛含馨
葛含馨（？—17世紀），字薦之，號德孚，山東東昌府濮州人，明朝、南明政治人物。

## 生平
天啟四年（1624年）舉人，崇禎元年（1628年）成進士，歷官廣平府、河間府推官，光祿寺丞及吏部員外郎，去官歸里。北京淪陷，他起兵救國，得弘光朝廷和顏渾、何應奎、王寖大、姜應龍、武備、沈煃晃、王夢鼎一同起用，陞任考功郎中，上疏清吏、用人、請賑三項策略，後事不詳。

## 家族
葛含馨有八名兒子，其中长子葛鼎元中順治十八年進士。

## 引用
1. 1 2  錢海岳《南明史·卷三十·列傳第六》：含馨，字德孚，濮州人。崇禎元年進士。歷廣平推官、光祿丞、吏部員外郎歸。
2. ↑  乾隆《濮州志·卷二》：葛含馨 甲子（舉人），字德孚，戊辰進士。吏部郎、考功郎中，有傳。
3. ↑  錢海岳《南明史·卷三十·列傳第六》：（弘光）時吏部先後司官之可紀者，為顏渾、何應奎、葛含馨、王寖大、姜應龍、武備、沈煃晃、王夢鼎。……國變起兵，陞考功郎中，上清吏、用人、請賑三疏。
4. ↑  乾隆《濮州志·卷三》：葛公含馨，字薦之，號德孚，崇禎戊辰進士。初授廣平司李，多明察；繼而移官瀛海，有固圉功。隨陞吏部考功清吏司郎中，有清吏用人，請賑三疏，皆有裨於民。
5. ↑  乾隆《濮州志·卷三》：社子八人，長曰鼎元，順治辛丑進士……